# 今治町
今治町（いまばりちょう、いまはるちょう）は、愛媛県越智郡にあった町。現在の今治市の中心部にあたる。

## 地理
- 海洋 : 燧灘
- 山岳 : 神南山、根太山
- 河川 : 蒼社川

## 歴史
- 1889年（明治22年）12月15日 - 町村制の施行により、今治室屋町（むろやちょう）・今治米屋町（こめやちょう）・今治本町（ほんまち）・今治北新町（きたしんまち）・今治風早町（かざはやちょう）・今治新町（しんまち）・今治中浜町（なかばまちょう）・今治片原町（かたはらちょう）・今治村の区域をもって今治町が発足。
- 1920年（大正9年）2月11日 - 日吉村と合併して今治市が発足。同日今治町廃止。

## 町長
1. 阿部光之助
2. 村上芳太郎（1891年4月 - 1893年2月）

## 名所・旧跡・観光スポット・祭事・催事
- 今治城